# Michael Manley (1964)
Ne doit pas être confondu avec Michael Manley.
Michael Manley (plus connu sous le nom de Mike Manley), né le 6 mars 1964 à Edenbridge dans le Kent, est un entrepreneur et chef d'entreprise anglais. Depuis novembre 2021, il est le patron d'AutoNation.
Il a été nommé directeur général de Fiat Chrysler Automobiles en juillet 2018 à la suite de la démission, puis du décès de Sergio Marchionne. Manley était auparavant à la tête de la marque Jeep, division de la compagnie. Il a dirigé les opérations nord-américaines de Stellantis après la finalisation de la fusion FCA-PSA.

## Carrière
Manley a fait ses études d'ingénieur et a commencé sa carrière comme stagiaire dans la société de financement automobile Swan National. Il a poursuivi sa carrière de travail chez les concessionnaires Renault et Peugeot, avant de passer chez les concessionnaires automobiles Lex Autosales. En 2000, Lex Autosales a été racheté par DaimlerChrysler UK, et Manley a été nommé directeur du développement du réseau pour DaimlerChrysler UK, mais a été transféré aux États-Unis en 2003. En 2008, il devient vice-président de la planification et des ventes pour Chrysler suivi du COO de la région de l'Asie. En 2009, il est devenu le directeur de la marque Jeep, un poste qu'il a continué à tenir avec Fiat Chrysler Automobiles (FCA) depuis la fusion avec Fiat, mais il dirige aussi RAM. Depuis que Manley a été nommé à la tête de Jeep, les ventes de Jeep ont augmenté de 320 000 véhicules en 2009 à 1,23 million en 2015. Manley a dit qu'être nommé à la tête de Jeep était "le tournant de sa carrière".
Le 21 juillet 2018, Manley a été nommé directeur général de FCA, Sergio Marchionne ayant démissionné pour des raisons médicales.
En décembre 2020, il a été annoncé que M. Manley dirigera les opérations nord-américaines de Stellantis, une fois que la fusion FCA-PSA sera finalisée. Il quitte Stellantis en septembre 2021. À partir de novembre 2021 il devient directeur général d'AutoNation, entreprise américaine de vente d'automobiles, et rejoint la fondation Stellantis qui s'occupe des activités caritatives de cette dernière.

## Personnalité
Manley est décrit comme un bourreau de travail, exigeant envers ses collaborateurs et n'appréciant guère les médias.

## Prix et distinctions
- Auto Express Hall of Fame 2016[7]
- 2016 Detroit Free Press Automotive Difference Maker Award[8]